# Municipio de Jackson (condado de Champaign)
El municipio de Jackson (en inglés: Jackson Township) es un municipio ubicado en el condado de Champaign en el estado estadounidense de Ohio. En el año 2010 tenía una población de 2644 habitantes y una densidad poblacional de 27,32 personas por km².

## Geografía
El municipio de Jackson se encuentra ubicado en las coordenadas 40°4′53″N 83°58′28″O / 40.08139, -83.97444. Según la Oficina del Censo de los Estados Unidos, el municipio tiene una superficie total de 96.78 km², de la cual 96,78 km² corresponden a tierra firme y (0 %) 0 km² es agua.

## Demografía
Según el censo de 2010, había 2644 personas residiendo en el municipio de Jackson. La densidad de población era de 27,32 hab./km². De los 2644 habitantes, el municipio de Jackson estaba compuesto por el 97,54 % blancos, el 0,3 % eran afroamericanos, el 0,23 % eran amerindios, el 0,19 % eran asiáticos, el 0,34 % eran de otras razas y el 1,4 % eran de una mezcla de razas. Del total de la población el 0,91 % eran hispanos o latinos de cualquier raza.